# Neuillay-les-Bois
Neuillay-les-Bois is een gemeente in het Franse departement Indre (regio Centre-Val de Loire) en telt 560 inwoners (1999). De plaats maakt deel uit van het arrondissement Châteauroux.

## Geografie
De oppervlakte van Neuillay-les-Bois bedraagt 46,8 km², de bevolkingsdichtheid is 12,0 inwoners per km².
De onderstaande kaart toont de ligging van Neuillay-les-Bois met de belangrijkste infrastructuur en aangrenzende gemeenten.

## Demografie
Onderstaande figuur toont het verloop van het inwonertal (bron: INSEE-tellingen).